# Альтиус
«Альтиус», или «Альтаир», — проект разведывательно-ударного беспилотного летательного аппарата (БПЛА) большой продолжительности полёта, массой до 5 тонн. Разработка началась в 2011 году.

## История
В начале октября 2011 года ОКБ «Сокол» (ныне ОКБ имени М. П. Симонова) одержал победу в конкурсе МО РФ на создание БПЛА взлётной массой до 5 тонн, стоимость контракта — 1 млрд рублей. Разработка начала вестись в рамках НИР «Альтиус-М» совместно с компанией Транзас (ныне Кронштадт). Главный конструктором стал Александр Владиславович Гомзин.
В 2011—2012 годах в ЭМЗ имени В. М. Мясищева начали разработку бортового комплекса управления БПЛА «Альтиус», «Орион».
5 февраля 2013 года была публично показана модель БПЛА во время визита министра обороны России Сергея Шойгу на КАПО имени С. П. Горбунова.
С 2013 года началось производство первых прототипов и опытных образцов.
По состоянию на март 2014 года велась сборка прототипа БПЛА в стапельном цехе «КАПО-композиты».
В 2015 году КРЭТ начал испытания навигационной системы для БПЛА «Альтиус», «Иноходец», «Охотник».
В июле 2016 года аппарат совершил первый полёт.
Второй этап лётных испытаний был остановлен в декабре 2016 года и продолжен в марте 2017 года.
19 мая 2017 года второй опытный экземпляр был среди других образцов авиационной техники на Казанском авиазаводе во время посещения секретарём Совета безопасности России Николаем Патрушевым и полномочным представителем президента в Приволжском федеральном округе Михаилом Бабичем.
22 апреля 2018 года гендиректор ОКБ имени М. П. Симонова Александр Гомзин был арестован, ему предъявили обвинение в хищении 900 миллионов рублей, выделенных на разработку беспилотника.
9 октября 2018 года появилось сообщение о прекращении разработки «Альтаира».
19 декабря 2018 года заместитель министра обороны РФ Алексей Криворучко заявил, что «сообщения о прекращении разработки „Альтаира“ недостоверны», но подтвердил, что проблемы были и произошла смена подрядчика.
В конце 2018 года Министерство обороны РФ провело ревизию ОКБ имени М. П. Симонова и передало проект Уральскому заводу гражданской авиации. Заявленная причина — ОКБ не справилось с задачей. Заместитель министра обороны Алексей Криворучко подтвердил, что произошла смена подрядчика, и сообщил, что новый ответственный за тему поднимет машину в воздух в 2019 году.
20 августа 2019 года на сайте Министерства обороны РФ появилось видео первого полёта модификации «Альтиус-У» в полностью автоматическом режиме. Беспилотник произвёл взлёт, в течение 32 минут выполнял манёвры в небе, после чего совершил посадку.
20 февраля 2021 года появилась информация о заключении контракта на поставку Министерству обороны РФ первой партии беспилотников.
В июне 2021 года стало известно о первом применении оружия новым беспилотником.
В августе 2021 года модификация «Альтиус-РУ» совершила первый полёт.
21 декабря 2021 года Министерство обороны РФ заявило об окончании испытания «Альтиус-РУ».
8 июля 2025 года в Татарстане на частный дом упал не самолёт, а разведывательно-ударный беспилотник „Альтиус-РУ“ массой до пяти тонн. Причиной происшествия стало нарушение спутниковой навигации, сообщили в пресс-службе Уральского завода гражданской авиации (УЗГА).

## Планер
Планер выполнен по нормальной аэродинамической схеме с крылом большого размаха и V-образным оперением, аналогично БПЛА «Орион», но с двумя двигателями под крылом. Машина при этом оказалась практически полностью композитной. Металлическими остались только моторамы. Это позволило вместить в планер тяжёлое радиоэлектронное оборудование — от оптики и радиолокатора бокового обзора до других средств, предусмотренных не только разведывательной версией.

## Силовая установка
Два двенадцатицилиндровых дизельных двигателя RED A03/V12 с турбонаддувом и жидкостным охлаждением, разработанных компанией RED Aircraft GmbH на средства российского холдинга «Финам». Двигатель имеет сертификат типа EASA и на 2017 год производится в Германии (г. Аденау).
Характеристики:
- мощность взлётная — 373 кВт (500 л. с.),
- мощность максимальная непрерывная — 480 л. с.,
- длина — 1102 мм,
- ширина — 741 мм,
- ширина по выхлопные патрубки — 850 мм,
- высота — 706 мм,
- объём — 6134 см³.

После того как американцам удалось блокировать поставки немецких RED A03/V12, КБ им. Климова был создан двигатель ВК-800В, который стал устанавливаться на «Альтиус» и лёгкие российские вертолёты.

## БРЭО
Как и в БПЛА в рамках НИОКР «Иноходец», «Охотник», использовано БРЭО разработки КРЭТ.
БРЭО состоит из:
- информационно-управляющей системы,
- системы автоматического управления,
- аппаратуры сопряжения с общеобъектовым оборудованием,
- системы контроля и диагностики бортового оборудования,
- инерциально-спутниковой навигационной системы,
- бортовой радиолокационной системы.

Кроме того, системы электроснабжения, бортовая аппаратура управления во многом унифицированы с системами БПЛА «Орион» меньшей массы, разработки компании «Кронштадт».

### Навигационная система
На БПЛА «Альтаир» предполагается установка бесплатформенной инерциальной навигационной системы БИНС-СП-2, выпускаемой КРЭТ, потолок высоты для которой составляет 25 тысяч метров. БИНС позволит понизить заметность БЛА и увеличить его помехоустойчивость. БИНС-СП-2 полностью автономна и не требует передачи или получения внешних сигналов от спутников или наземных станций.
Также рассматривается возможность адаптации БИНС-2015, разрабатываемой для авиалайнера МС-21. В БИНС-2015 применён гироскоп меньшего периметра (в результате снижены массогабаритные характеристики) и ещё ряд технологических улучшений.

## Полезная нагрузка
Оборудование:
- станция оптической видовой разведки с оптико-электронной системой,
- АФАР РЛС бокового обзора.

## Вооружение
Вооружение беспилотника неизвестно точно, МО РФ данные не раскрывает. Известно, что «Альтиус» может нести на себе авиабомбы, а также ракеты класса «воздух-поверхность». В ходе испытаний «Альтиус» применял данные средства поражения.

## Состав комплекса
Комплекс включает в состав:
- два БПЛА,
- наземная станция управления
- станция приёма и передачи сигналов
- наземная станция контроля взлёта и посадки в автоматическом режиме.

## ТТХ
Тактико-технические характеристики:
- крейсерская скорость — 150—250 км/ч;
- потолок — 12000 м;
- полезная нагрузка — 1000 кг (у гражданской версии 2000 кг);
- взлётная масса — до 5000 кг (7000 кг у гражданской версии);
- дальность полёта — до 10 000 км;
- продолжительность полёта — 48 часов;
- длина — 11,6 м;
- размах крыла — 28,5 м;
- размах оперения — 6 м.